# Støvring Sogn (Rebild Kommune)
 For alternative betydninger, se Støvring Sogn. (Se også artikler, som begynder med Støvring Sogn)
Støvring Sogn (indtil 1. januar 2015 Buderup Sogn) er et sogn i Rebild Provsti (Aalborg Stift).
I 1800-tallet var Gravlev Sogn anneks til Buderup Sogn. Begge sogne hørte til Hornum Herred i Ålborg Amt. Buderup-Gravlev sognekommune blev ved kommunalreformen i 1970 indlemmet i Støvring Kommune, der ved strukturreformen i 2007 indgik i Rebild Kommune. 
I 1906 blev Sørup Kirke opført, og Sørup blev et kirkedistrikt i Buderup Sogn. I 2010 blev Sørup kirkedistrikt udskilt som det selvstændige Sørup Sogn.

## Kirker
I Støvring Sogn ligger Støvring Kirke, som i 1907 blev opført i stationsbyen Støvring. Den afsides beliggende Buderup Kirke fra Middelalderen blev derefter lukket. Buderup Ødekirkes omgivelser blev fredet i 1951, og kirken benyttes nu til kulturelle arrangementer, bl.a. maleriudstillinger.

## Stednavne
I sognet findes følgende autoriserede stednavne:
- Buderupholm Mose (areal)
- Hornum Sø (vandareal)
- Mastrup (bebyggelse, ejerlav)
- Støvring (bebyggelse, ejerlav)
- Støvring Hede (bebyggelse)
- Sørup (bebyggelse, ejerlav)